# Emma Jeffcoat
Emma Jeffcoat (Sídney, 2 de diciembre de 1994) es una deportista australiana que compite en triatlón.
Ganó dos medallas en el Campeonato Mundial de Triatlón por Relevos Mixtos, en los años 2019 y 2025, y tres medallas en el Campeonato de Oceanía de Triatlón entre los años 2016 y 2018.

## Palmarés internacional
| Campeonato Mundial por Relevos Mixtos | Campeonato Mundial por Relevos Mixtos | Campeonato Mundial por Relevos Mixtos | Campeonato Mundial por Relevos Mixtos |
| Año                                   | Lugar                                 | Medalla                               | Prueba                                |
| ------------------------------------- | ------------------------------------- | ------------------------------------- | ------------------------------------- |
| 2019                                  | Hamburgo (Alemania)                   | Medalla de bronce                     | Relevo mixto                          |
| 2025                                  | Hamburgo (Alemania)                   | Medalla de oro                        | Relevo mixto                          |
| Campeonato de Oceanía                 |                                       |                                       |                                       |
| Año                                   | Lugar                                 | Medalla                               | Prueba                                |
| 2016                                  | Gisborne (Nueva Zelanda)              | Medalla de plata                      | Individual                            |
| 2017                                  | Devonport (Australia)                 | Medalla de oro                        | Individual                            |
| 2018                                  | Glenelg (Australia)                   | Medalla de plata                      | Relevo mixto                          |